# Bulletin de la Société des naturalistes luxembourgeois
Le Bulletin de la Société des naturalistes luxembourgeois (abréviation officielle : Bull. Soc. Nat. luxemb.) est une publication scientifique de la Société des naturalistes luxembourgeois (lb) (SNL), fondée en 1891, qui paraît annuellement.
Dans le Bulletin de la SNL on trouve principalement des travaux de recherche sur la nature (au sens large) du Luxembourg, mais aussi d'autres pays.
Les 113 numéros publiés de 1891 à 2012 contiennent 1 800 articles imprimés sur 16 367 pages. Les textes sont écrits en allemand (56 %), en français (39 %) ou en  anglais (5 %).
Le Bulletin de la SNL est l'unique revue scientifique (hors sciences humaines, morales ou politiques) régulièrement publiée au Luxembourg.
En 2017, le comité de rédaction se compose de Claude Meisch (de), Paul Diederich (lb), Laurent Schley (lb) et Simone Schneider.